# Laguna dorințelor
Laguna dorințelor (titlul original: în greacă Η Λίμνη των Πόθω, transliterat: I limni ton pothon) este un film dramatic de dragoste grec aparținând genului neorealit, realizat în 1957 de regizorul Giorgos Zervos, protagoniști fiind actorii Tzeni Karezi, Giorgos Fountas, Eleni Zafeiriou și Koula Agagiotou.

## Rezumat
Acțiunea filmului este plasată într-o comunitate de pescari, unde un grup de localnici formează un front unit împotriva unui cartel de afaceri mari. Un pescar amărât, Christos, din laguna Missolonghi se confruntă cu un mare proprietar de pământ care încearcă să controleze întregul pescuit din lagună. Uită dragostea sa pentru o tânără din satul său și preferă o ateniană.

## Distribuție
- Tzeni Karezi – Miranda Kalibouka
- Giorgos Fountas – Christos Razis
- Eleni Zafeiriou – dna. Razi
- Koula Agagiotou –
- Christoforos Nezer – Asimakis
- Nikos Fermas –
- Sonia Zoidou – Asimoula
- Takis Hristoforidis – comandantul poliției
- Dionysia Roi –
- Andreas Zisimatos –
- Angelos Yannoulis –
- Hristoforos Heimaras –

## Realizare
Deși filmat într-o manieră neorealistă, Laguna dorințelor are un aspect elegant și profesionist. Cu acest film a contribuit Greciei la Festivalul de Film de la Karlovy Vary din 1957, unde a fost bine primit.
Filmul a fost selectat la candidatura greacă pentru Cel mai bun film străin la cea de-a 30-a ediție a Premiilor Academiei (1957), dar nu a fost acceptat ca nominalizat.